# June MacCloy
June Mary MacCloy (2 de junio de 1909–5 de mayo de 2005) fue una actriz y cantante estadounidense de las décadas de 1930 y 1940.

## Primeros años
Hija de Mr. y Mrs. Louis V. MacCloy, nació en Sturgis, Míchigan, el 2 de junio de 1909, y creció en Toledo, Ohio.

## Teatro
En 1928 se unió a Vanities, producido por Earl Carroll, pero su madre la obligó a abandonar debido a su escaso vestuario. Cuando era adolescente, MacCloy se hizo pasar por la estrella de Broadway Harry Richman, cantando en George White's Scandals (1928).
Justo antes de hacer su primera película MacCloy estaba trabajando en clubes de Nueva York como el Abbey y el Chateau Madrid. También hizo giras con una unidad de vodevil de Parkington, que utilizó los talentos de diseño de un joven Vincente Minnelli.[cita requerida] Después de su debut cinematográfico apareció en Broadway en Hot-Cha (1932).

## Películas
Contratada por Paramount Pictures en 1930, fue cedida a United Artists para su primer largometraje, Para alcanzar la Luna (1931). Interpretó a 'Kitty', la coqueta mejor amiga de Bebe Daniels. El director, Edmund Goulding, estaba haciendo el casting de otra película de Fairbanks cuando oyó hablar de MacCloy y le telegrafió para que fuera a hacer una prueba. Su primera película para la Paramount fue June Moon (1931), basada en la obra teatral de George S. Kaufman y Ring Lardner.
Posteriormente, MacCloy apareció en una variedad de cortometrajes y algunos largometrajes con estrellas como Jack Oakie, Frances Dee y ZaSu Pitts. Con las coprotagonistas Gertrude Short y Marion Shilling, realizó una serie de cortometrajes para RKO-Pathé llamados The Gay Girls. Uno de sus directores fue el entonces caído en desgracia Fatty Arbuckle.  Coprotagonizó junto a Leon Errol la segunda película completa en Technicolor Good Morning, Eve! (1934), estrenada justo después de otro cortometraje de Leon Errol Service with a Smile (1934).
MacCloy es probablemente más recordada hoy en día por su último papel importante en el cine como Lulubelle, la chica de la taberna en Los Hermanos Marx en el Oeste (1940), protagonizada por los Hermanos Marx.

## Cantante
MacCloy posteriormente cantó con orquestas de baile, incluyendo Johnny Hamp, Henry King, Jimmie Grier y Ben Pollack. En San Francisco actuó con la Williams-Walsh Orchestra (Griff Williams y Jimmy Walsh) en el Hotel Mark Hopkins. Su trabajo con la orquesta la llevó a Chicago y a muchas otras ciudades.

## Vida personal y muerte
En marzo de 1931, MacCloy fue demandada de divorcio en Cincinnati, Ohio, por Wilbur Guthlein. MacCloy se casó con Schuyler Schenck en 1931 y se divorció de él en 1933. En diciembre de 1941, se casó con el arquitecto y también entusiasta del jazz Neal Wendell Butler, con quien tuvo dos hijos. Estuvieron casados hasta la muerte de Neal en 1985.[cita requerida]
MacCloy falleció el 5 de mayo de 2005 por causas naturales en una residencia de ancianos de Sonoma, California.

## Filmografía seleccionada
- June Moon (1931)
- Glamour for Sale (1940)
- Los Hermanos Marx en el Oeste (1940) como Lulubelle